# Hemiscopis sanguinea
Hemiscopis sanguinea là một loài bướm đêm trong họ Crambidae.